# Rogożany
Rogożany (cz. Rohožany, niem. Rosen) – wieś w Polsce położona w województwie opolskim, w powiecie głubczyckim, w gminie Kietrz.
W latach 1975–1998 miejscowość administracyjnie należała do ówczesnego województwa opolskiego.

## Nazwa
Miejscowość została zanotowana w roku 1267 w zlatynizowanej formie jako Rosensan oraz w 1430 jako Rogosan. Nazwa miejscowości pochodzi od starosłowiańskiego określenia rogoz oznaczającego roślinność stosowaną w plecionkarstwie..

## Zabytki
Do wojewódzkiego rejestru zabytków wpisane są:
- zagroda nr 17, z k. XVIII w.:
  - dom
  - spichrz
  - ogrodzenie z bramą i furtą

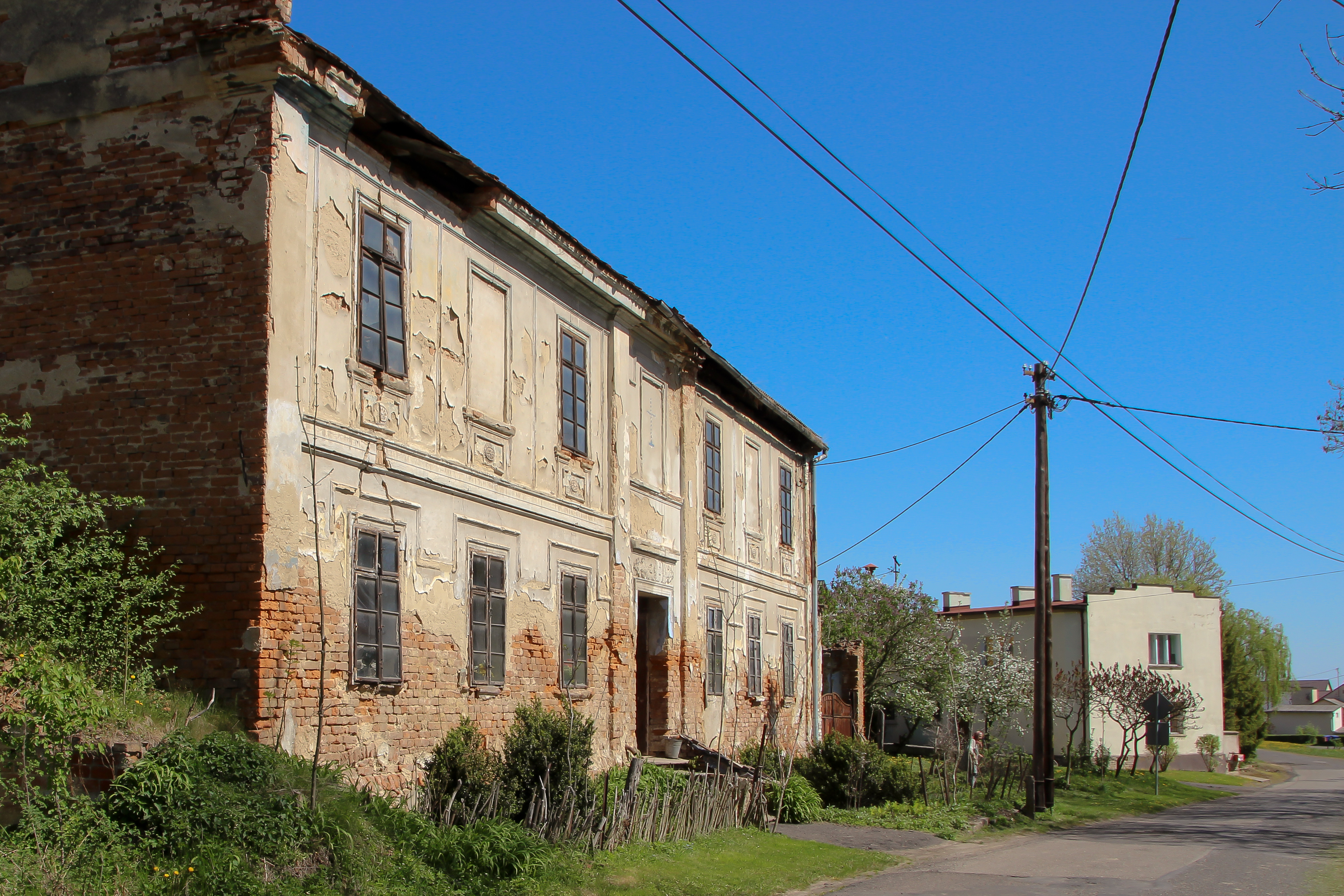

- zagroda nr 37, z k. XVIII-XIX w.:
  - dom
  - ogrodzenie z bramą i furtą (nie istnieje)
- dom nr 47, z poł. XIX w.